# Ploča Bandskog mora
Ploča Bandskog mora je manja tektonska ploča koja leži ispod Bandskog mora u jugoistočnoj Aziji. Ova ploča također nosi dio otoka Sulawesi, cijeli otok Seram i otočje Banda. U smjeru kazaljke na satu s istoka omeđen je pločom Ptičje glave zapadne Nove Gvineje, Australskom pločom, Timorskom pločom, pločom Sunda i zonom sudara Molučkog mora.
Zapadna granica je konvergentna granica koja je u velikoj mjeri odgovorna za planine u zapadnom Sulawesiju, zone subdukcije također postoje na istočnoj granici u blizini Serama i na južnoj granici s Timorskom pločom. Mala pukotina nalazi se u sredini Sulawesija. To je vrlo seizmički aktivno područje dom mnogih vulkana i mjesto mnogih velikih potresa, od kojih je najveći bio potres u Bandskom moru 1938. koji je bio jačine oko 8,4 na ljestvici magnitude momenta.